# 系统生物学

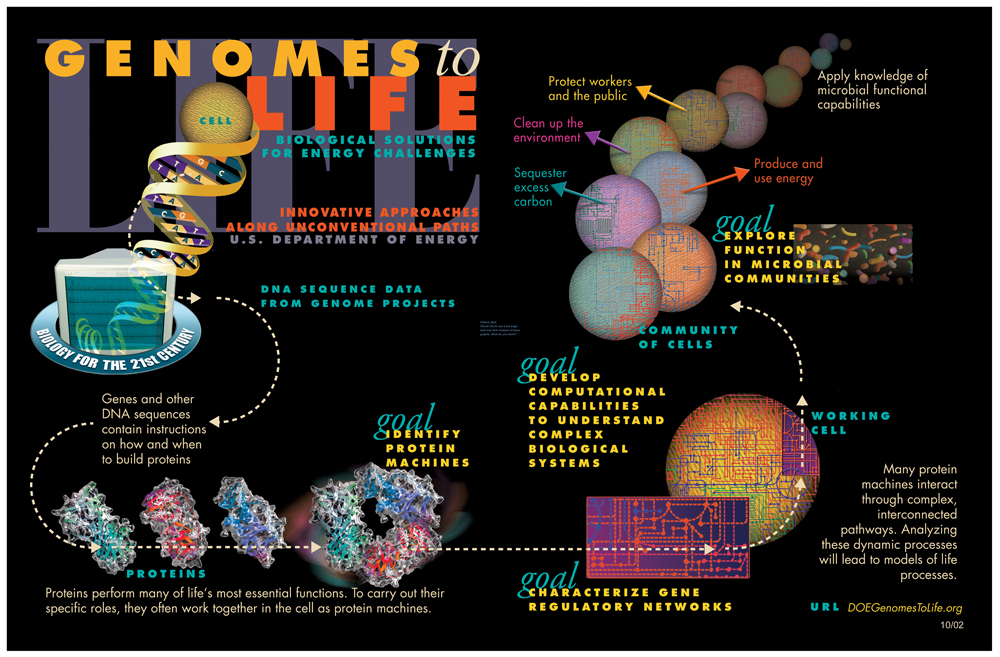
生物学系统方法的示意图

系统生物学（systems biology），是一个使用整体论（而非还原论）的方式， 整合不同学科、层次的信息，以研究、分析、理解（即多组学整合分析）生物系统如何行使功能的学术领域。系统生物学通过研究各个生物系统内部所有组成成分间，各分子层面上的相互关系和相互作用（例如，与细胞信号传送、代谢通路、细胞器、细胞、生理系统与生物等相关的基因和蛋白网络），期望最终能够建立整个系统的可理解模型，以及为有机体绘制完整图谱。系统生物学使用计算机模拟，数学分析的方法来构建复杂生物系统的模型。
系统生物学不同于以往只注意个别的基因和蛋白质的实验生物学，研究所有的基因、所有的蛋白质和组分间的所有相互关系；其目标是：对复杂的生物系统构建计算的数学模型，从总体上预测生物系统的真实性。特别是从2000年开始，这个概念在各种环境下被广泛用于生物学。人类基因组计划是生物学中应用系统思维的一个例子，它导致新的合作的方式来处理在遗传学生物学领域的问题。系统生物学的目标之一是模拟和发现涌现的特性，细胞的，组织的和生物体的特性，作为一个系统，其理论描述只能用系统生物学的技术进行。这些通常涉及代谢网络或细胞信号传送网络。
系统生物学开始于对基因和蛋白质的研究，该研究使用高通量技术来测定某物种在给定条件干涉下基因组和蛋白质组的变化。研究基因组的高通量技术包括用来测定mRNA变化的生物芯片技术。高通量蛋白质组学方法包括质谱，该技术用于鉴定蛋白质，检测蛋白修饰和量化蛋白质表达水平。

## 歷史
系统生物学的概念由来已久。生物学家及生化学家早就意识到，纵向的单个分子及其通路〔如蛋白质，或更常见的酶〕细致研究仅仅是对于认识生命科学的可行的、必要的开始。当代生物科学的进展—生物信息学—即是对以往的个别研究的归纳和演绎。
系统科学最初源自对还原论、机械论反省的有机体思维、综合哲学，以及C.贝尔纳与W.B.坎农对生物稳态现象的揭示，从贝塔郎菲的一般系统论与理论生物学、维纳与艾什比的控制论到香农的信息论与I.普里戈津的耗散结构理论，将生命现象看作自组织化系统，1950年代形成了系统心理学，贝塔郎菲1950年发表《物理学与生物学中的开放系统理论》创立一般系统论奠基了系统生物学基础。
1968年国际系统论与生物学（systems theory and biology）会议提出以系统论（整合的）方法研究生物学的体系。
1970-80年代，系统论与生物学、系统生物学等概念发表，美国NIH数据库PubMed可以检索到系统生物医学（systems biomedicine）。采用系统方法研究生态系统、器官系统的系统生态学、系统生理学等学科先后建立与成熟。细胞生物学、生物化学与分子生物学的发展，艾根从分子水平研究细胞起源提出了超循环理论，开创了细胞、分子层次的生物系统理论探讨。
1989年在美国召开了生物化学系统论与计算机模型研究的国际会议，研讨了生物系统的计算机方法、数学模型与定量研究。
21世纪初，系统生物学的发展进入了细胞信号传导与基因表达调控研究的细胞和分子系统生物学时期。随着国际和国内各大系统与合成生物学、系统遗传学等研究机构的相继建立，系统生物学逐渐步入了系统生命科学时代。
2001年第二届国际系统生物学大会（2nd International Conference on Systems Biology；ICSB 2001）对“系统生物学”的定义为：系统生物学是对生物体整体过程进行全面性定量研究，研究的对象并非生物体的某一特定部分。其目标在于建立能够通过实验验证的模型，以预测生物体的表现。简而言之，这一研究方法结合了信息科学与微机电工程技术，致力于解决生物学问题，并期望通过计算机模拟结果，预测细胞、器官、系统乃至整个生物体的行为。
最先把DNA测序自動化，同時也是1985年首先推動基因体計畫的科學家之一的勒罗伊·胡德（Leroy Hood）博士2000年最早建立系統生物學研究所，並認為系統生物學是研究一個生物系統內所有組成份的構成，以及在特定條件下這些組成份相互關係的學科。並在2000年1月與阿蘭·阿德雷姆及魯迪·艾伯索爾德等學者創立一個非營利性質的研究機構：系统生物学研究所（Institute for Systems Biology），致力於系統生物學在生命科學相關領域的研究與應用。
勒罗伊·胡德博士于2001年3月访问台湾时，曾对系统生物学作出如下描述：系统生物学旨在整合DNA、RNA、蛋白质及其相互作用等多方面信息，进而利用这些数据构建数学模型，以期全面理解生物基因与组织之间的关系与功能。因此，系统生物学的研究流程通常包括获取一个生物体、组织或细胞系统，识别其中的各种内部因素，整合DNA、RNA与蛋白质之间的相互作用与信息网络，进而开发出描述系统结构与行为的数学模型。最终，通过这一模型，系统可自动执行所需的功能。总之，系统生物学融合了多个学科领域，通过跨学科的协作，针对特定生物现象进行深入研究。
而北野宏明（Hiroaki Kitano）博士認為系統生物學的研究可以包含四大部分，分別利用資訊科學、分析、技術、基因组學四者形成環型而連續的關係，建立出一個新的研究模式，並且利用這一模式所發展的一系列的工具來解決生物學家所面臨的研究問題。
2008年美国NIH设立肿瘤的系统遗传学研究专项基金。

## 相關領域

細胞訊息傳遞途径概述

根據使用跨學科工具從多个實驗中獲得，整合和分析複雜數據集的能力的系統生物學解釋，一些典型的技術平台包括：
- 表型組學（英语：Phenomics）

在生物體表型變化，因為它在其壽命的變化。
- 基因組學
- 表觀遺傳學
- 轉錄組

在有機體的，組織的或細胞水平上的基因表現的量測，通過DNA微陣列或基因表達系列分析。
- 蛋白質組學
- 代謝物組學

在有機體的，組織的或細胞水平上的被稱為代謝產物的小分子的量測。
- 糖組學

在有機體的，組織的或細胞水平上的醣類的量測。
- 脂类组学(Lipidomics)

在有機體的，組織的或細胞水平上的脂质的量測。
除了上述給定分子的識別和量化之外，進一步的技術還分析細胞內的動力學和相互作用。 這包括：
- 相互作用組學（Interactomics）

在有機體的，組織的或細胞水平上的分子間相互作用的研究。
- 代謝流組學（Fluxomics）

在有機體的，組織的或細胞水平上的分子隨時間變化的動態變化的量測。
- 生物組學（Biomics）。

生物群系的系統分析。

## 生物信息学和数据分析
计算机科学，信息学和统计学的其他方面也用于系统生物学。

### 引用
1. 1 2  Bu, Zimei; Callaway, David J.E. .  83. Elsevier. 2011: 163–221  [2022-05-12]. ISBN 978-0-12-381262-9. PMID 21570668. doi:10.1016/b978-0-12-381262-9.00005-7. （原始内容存档于2022-07-06） （英语）.
2. ↑  Longo, Giuseppe; Montévil, Maël. . doi:10.1007/978-3-642-35938-5.
3. ↑  （Kitano, 2002）
4. ↑  [曾湘文，2005]

### 专业组织/研究机构
- SysBioEng.com - The (World) Associates for Biosystem Science and Engingeering（Jan. 1999~）
- issb.org （页面存档备份，存于） - The International Society for Systems Biology
- InterActomics.org （页面存档备份，存于） - Community for Interactomics: Editable hypertext pages (a systems biology Wiki)
- omica.netf irms.com/ Celln omica.com[永久] - Research in multicellular developmental systems biology (US based)
- SystemsBiology.org （页面存档备份，存于） - Institute for Systems Biology (US based)
- Systems-Biology.org （页面存档备份，存于） - Systems Biology Institute (Japan based)
- Ottawa Institute for Systems Biology （页面存档备份，存于）（Canada）
- Benjoe Institute - Systems Genetics Lab., Benjoe Institute of Systems Bio-Engineering (China)
- Munich Systems Biology Forum - Systems biology groups in Munich and worldwide
- CSBi :: Computational and Systems Biology at MIT （页面存档备份，存于）
- Biosystems Informatics Institute （页面存档备份，存于） - Systems biology research institute in Newcastle upon Tyne, UK
- YSBN.org （页面存档备份，存于） - Yeast Systems Biology Network worldwide
- Institute for Molecular Systems Biology （页面存档备份，存于）
- sysbio.org - Systems Biology at Pacific Northwest National Laboratory
- SystemsX （页面存档备份，存于） - The Swiss Initiative in Systems Biology
- CSBC （页面存档备份，存于） - Center for the Study of Biological Complexity
- MCISB （页面存档备份，存于） - The Manchester Centre for Integrative Systems Biology
- Institute of Bioinformatics and Systems Biology - Institute of Bioinformatics and Systems Biology, National Chiao Tung University, Taiwan

### 研究团队/实验室
- Stathopoulos Lab
- Elowitz Lab （页面存档备份，存于）
- Davidson Lab
- McAdams Lab
- Kaern Dynamical Systems Biology Lab
- Quake Lab （页面存档备份，存于）
- Sidow Lab （页面存档备份，存于）
- Kim Lab
- Ferrell Lab （页面存档备份，存于）
- Alon Lab （页面存档备份，存于）
- Baliga Lab
- Systems Biology ETH Zürich （页面存档备份，存于）
- Computational Systems Biology ETH Zürich[永久]
- Arkin Lab
- Collins Lab
- Bolouri Lab
- E-Cell group （页面存档备份，存于）
- Kitano Lab
- Hood Lab
- Le Novere Group
- Pedro Mendes Lab
- Sauro Lab （页面存档备份，存于）
- John Tyson Lab （页面存档备份，存于）
- Virtual Cell Group （页面存档备份，存于）
- Systems Biology at PNNL
- Systems Biology Research Group - UCSD （页面存档备份，存于）
- CSBL - University of Virginia
- Computational Systems Biology - University of Sheffield, UK （页面存档备份，存于）
- Systems biology research group - Hamilton Institute, NUY Maynooth, Ireland.
- Computational and Systems Biology at MIT （页面存档备份，存于）
- National Simulation Research, University of Washington （页面存档备份，存于）
- Center for the Study of Biological Complexity, Virginia Commonwealth University （页面存档备份，存于）
- Computational Systems Biology at University of Edinburgh
- Endy Lab （页面存档备份，存于）
- Tidor Lab （页面存档备份，存于）
- van Oudenaarden Systems Biology Lab （页面存档备份，存于）
- Harvard Virtual Cell Program （页面存档备份，存于）
- Thattai Lab
- Wolkenhauer Group, University of Rostock, Germany （页面存档备份，存于）
- Computational Systems Biology Group at Carnegie Mellon University （页面存档备份，存于）
- Kinetic Modelling Group at the Max Planck Institute for Molecular Genetics, Klipp Group
- Tang Lab

### 软件工具
- SimTK （页面存档备份，存于）
- Gaggle （页面存档备份，存于）
- Systems Biology Workbench （页面存档备份，存于）
- Systems Biology Markup Language （页面存档备份，存于）
- The CellML language （页面存档备份，存于）
- The little b Modeling Language （页面存档备份，存于）
- Copasi (Version 4 of Gepasi) （页面存档备份，存于）
- E-Cell System （页面存档备份，存于）
- StochSim
- Virtual Cell （页面存档备份，存于）
- JigCell (John Tyson Lab) （页面存档备份，存于）
- Python Simulator for Cellular Systems （页面存档备份，存于）
- Ingenuity Pathways Analysis
- BIOREL is a web-based resource for quantitative estimation of the gene network bias in relation to available database information about gene activity/function/properties/associations/interactions.
- SAVI Signaling Analysis and Visualization （页面存档备份，存于）
- JSim
- BioNetGen
- SBML-PET is a Systems Biology Markup Language (SBML) based Parameter Estimation Tool. This tool has been designed to do parameter estimation work for biological models.
- Systems Biology Software Databases developed by Molecular Bioinformatics Center, National Chiao Tung University, Taiwan

### 国际会议
- International Conference on Systems Theory and Biology, 1968.
- ICMSB 2009 - 11th International Conference on Molecualr Systems Biology
- ICMSB 2008 - 10th International Conference on Molecualr Systems Biology
- ICCS 2006 - International Conference on Complex Systems
- ICSB 2006 - 7th International Conference on Systems Biology （页面存档备份，存于）
- ICSB 2005 - 6th International Conference on Systems Biology （页面存档备份，存于）
- ICSB 2004 - 5th International Conference on Systems Biology （页面存档备份，存于）
- ICSB 2003 - 4th International Conference on Systems Biology
- ICSB 2001 - The 2nd International Conference on Systems Biology （页面存档备份，存于）
- The First International Conference on Systems Biology (ICSB)